# Върховна стопанска камара
Върховната стопанска камара (ВСК) е казионна обществена организация в България, функционирала от 1943 до 1948 година.
ВСК е създадена със „Закон за създаване на стопанските камари“, приет на 29 март 1943 година. Нейната основна задача е да консултира Министерския съвет по икономически въпроси от национално значение, но има и право на законодателна инициатива в тази област. Тя разработва стопански планове във връзка с въвеждането на елементи на планова икономика в страната.
Първоначално в камарата членуват областните стопански камари, Общият съюз на българските занаятчии, Общият съюз на българските индустриалци, Общият съюз на българските търговци, Общият съюз на българските земеделци, както и кредитните и застрахователни предприятия. След Деветосептемврийския преврат през 1944 година ВСК е реорганизирана, като се засилва влиянието на профсъюзите. След масовата национализация на индустрията, с указ № 41 от 12 януари 1948 година камарата е закрита, като нейните функции са поети от няколкото стопански министерства.